# Craspedocephalus travancoricus
Craspedocephalus travancoricus — вид отруйних змій родини гадюкових (Viperidae). Описаний у 2021 році.

## Поширення
Ендемік Індії. Поширений на крайньому півдні Західних Гатів.